# Teetet (cràter)

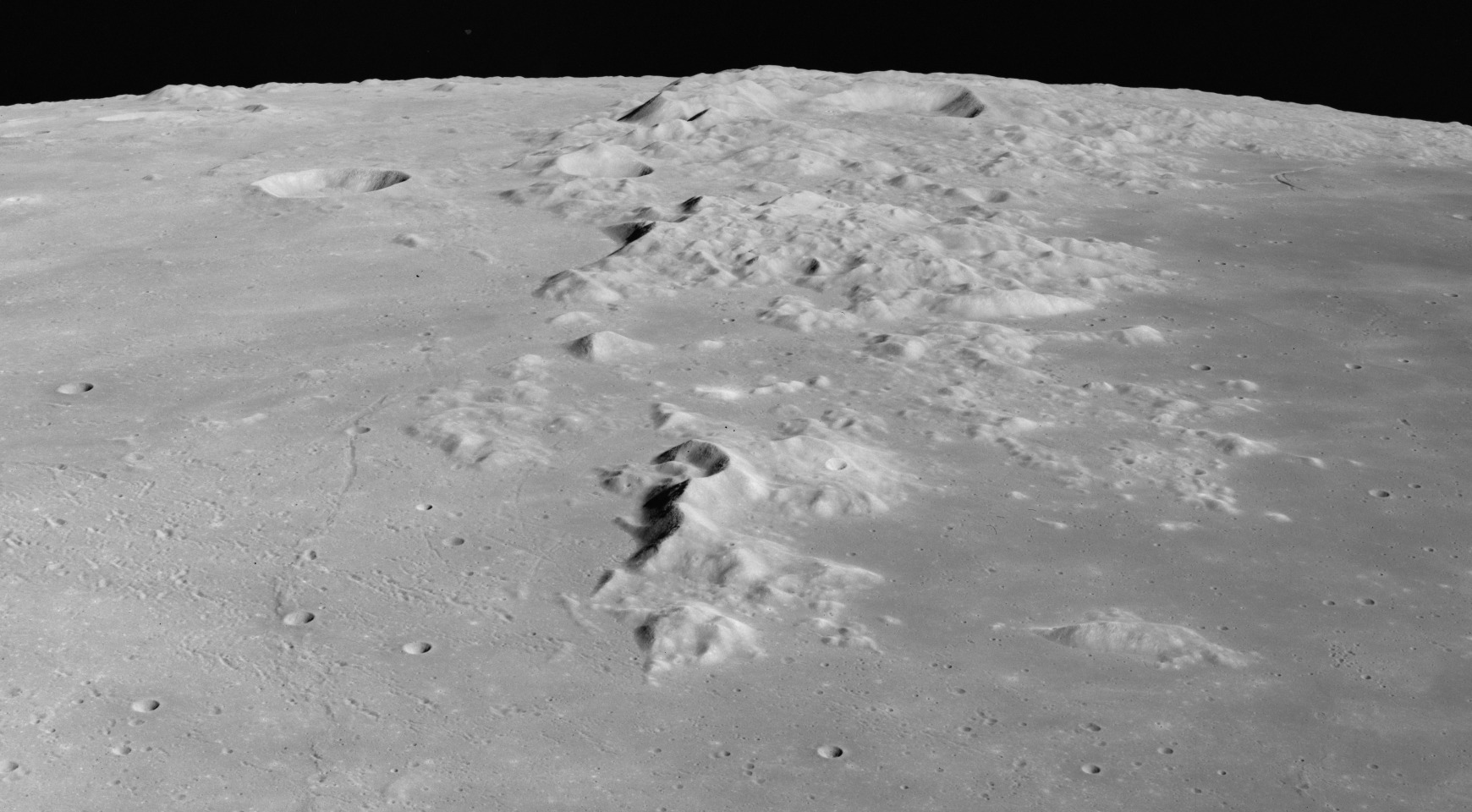
Theetet, a l'esquerra dels Montes Caucasus

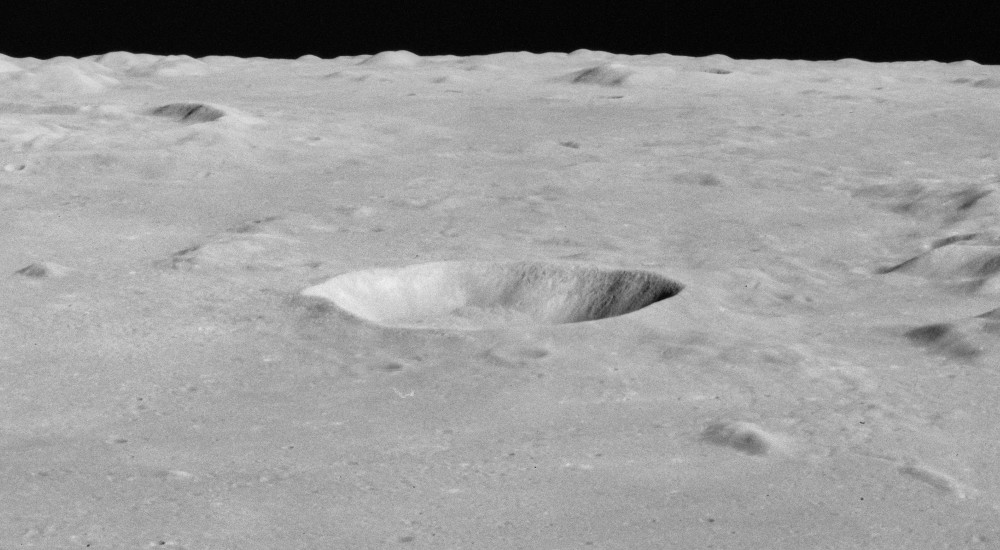
Vista obliqua de Teetet des de l'Apol·lo 15

Teetet és un cràter d'impacte lunar localitzat al sud-est del cràter Cassini, prop del límit oriental del Mare Imbrium.
Se situa a l'oest dels Montes Caucasus, que formen la ribera del mare. Al sud-oest es troba el prominent cràter Aristil·los. L'epònim recorda a Teetet, matemàtic de l'Antiga Grècia i interlocutor de Sòcrates en els diàlegs de Plató, Teetet i Sofista.

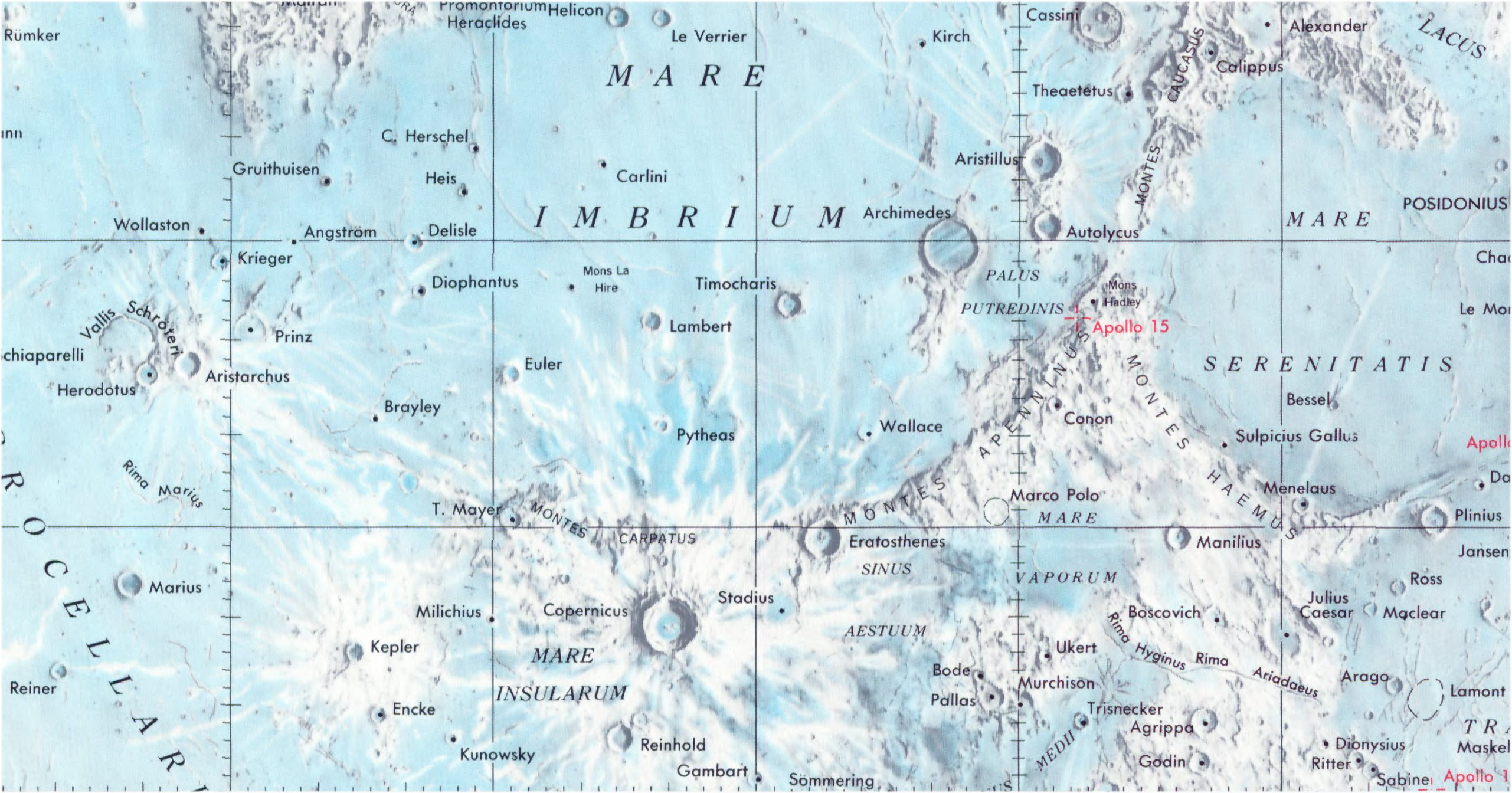
Localització de Teete (a la part esquerra del quadrant dret superior

La vora de Teetet té una característica forma [poligonal arrodonida als vèrtexs. Hi ha un terraplè baix amb un petit ascens en el llit del cràter, al nord-est del punt mitjà. L'interior no té cap característica remarcable.
S'han observat en el passat alguns fenòmens lunars transitoris en el cràter. El 1902 es va observar la formació d'un petit i breu núvol blanc en els voltants del cràter. Altres observadors, entre els quals s'inclouen Patrick Moore i W. H. Pickering ressenyen l'aparició d'altres fenòmens en el cràter.

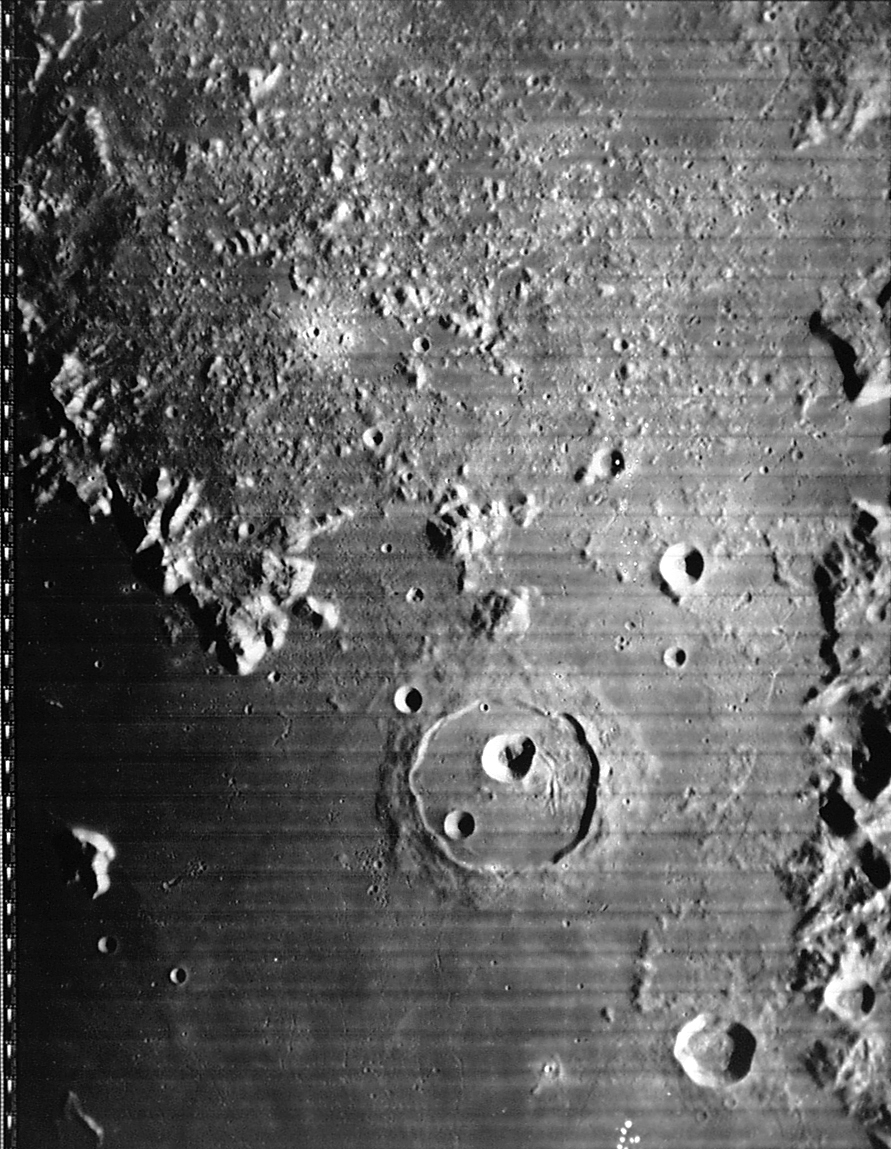
Teetet, en la cantonada inferior dreta de la imatge. Fotografia de la missió Lunar Orbiter 4

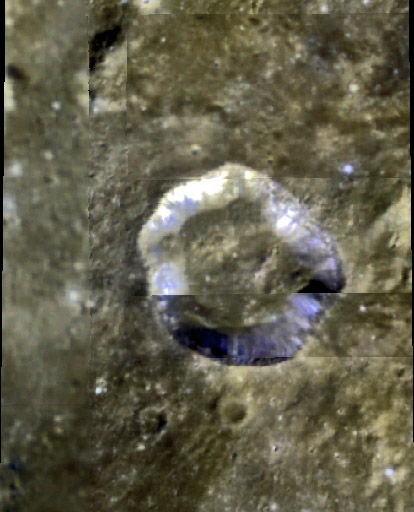
Vista de Teetet en l'espectre ultraviolat. Imatge de la missió Clementine

|

### Altres referències
- (WGPSN), IAU Working Group for Planetary System Nomenclature. «Gazetteer of Planetary Nomenclature. 1:1 Million-Scale Maps of the Moon» (en anglès).  UAI / USGS, 13-02-2013. [Consulta: 6 abril 2016].
- Andersson, L. E.; Whitaker, E. A.,. NASA Catalogue of Lunar Nomenclature (en anglès).  NASA RP-1097, 1982.
- Blue, Jennifer. «Gazetteer of Planetary Nomenclature» (en anglès).  USGS, 25-07-2007. [Consulta: 2 gener 2012].
- Bussey, B.; Spudis, P.. The Clementine Atlas of the Moon (en anglès).  Nueva York: Cambridge University Press, 2004. ISBN 0-521-81528-2.
- Cocks, Elijah E.; Cocks, Josiah C.. Who's Who on the Moon: A Biographical Dictionary of Lunar Nomenclature (en anglès).  Tudor Publishers, 1995. ISBN 0-936389-27-3.
- McDowell, Jonathan. «Lunar Nomenclature» (en anglès).   Jonathan's Space Report, 15-07-2007. [Consulta: 2 gener 2012].
- Menzel, D. H.; Minnaert, M.; Levin, B.; Dollfus, A.; Bell, B. «Report on Lunar Nomenclature by The Working Group of Commission 17 of the IAU» (en anglès). Space Science Reviews, 12, 1971, pàg. 136.
- Moore, Patrick. On the Moon (en anglès).  Sterling Publishing Co, 2001. ISBN 0-304-35469-4.
- Price, Fred W. The Moon Observer's Handbook (en anglès).  Cambridge University Press, 1988. ISBN 0521335000.
- Rükl, Antonín. Atlas of the Moon (en anglès).  Kalmbach Books, 1990. ISBN 0-913135-17-8.
- Webb, Rev. T. W.. Celestial Objects for Common Telescopes, 6ª edición revisada (en anglès).  Dover, 1962. ISBN 0-486-20917-2.
- Whitaker, Ewen A. Mapping and Naming the Moon (en anglès).  Cambridge University Press, 2003. 978-0-521-54414-6.
- Wlasuk, Peter T. Observing the Moon (en anglès).  Springer, 2000. ISBN 1-85233-193-3.